# فنسنت يريد الإبحار
فنسنت يريد الإبحار هو فيلم من نوع دراما وكوميديا أُصدر في 22 أبريل 2010. الفيلم من إخراج Ralf Huettner ‏، أما السيناريو فكان من كتابة فلوريان ديفيد فيتز.

## القصة
تقع أحداث الفيلم في إيطاليا.

## طاقم التمثيل
- كاتارينا مولر
- تيم سيفي
- كارين ثالر [الإنجليزية]‏
- فيليكس ريخ  [لغات أخرى]‏
- Christoph Zrenner  [لغات أخرى]‏
- كارولين هيرفورث
- Heino Ferch [الإنجليزية]‏
- فلوريان ديفيد فيتز

## الإنتاج
موسيقى الفيلم التصويرية كانت من تأليف رالف هيلدنبيوتل ‏.

## وصلات خارجية
- فنسنت يريد الإبحار على موقع IMDb (الإنجليزية)
- فنسنت يريد الإبحار على موقع ميتاكريتيك (الإنجليزية)
- فنسنت يريد الإبحار على موقع روتن توميتوز (الإنجليزية)
- فنسنت يريد الإبحار على موقع نتفليكس (الإنجليزية)
- فنسنت يريد الإبحار على موقع ألو سيني (الفرنسية)
- فنسنت يريد الإبحار على موقع Turner Classic Movies (الإنجليزية)
- فنسنت يريد الإبحار على موقع أول موفي (الإنجليزية)
- فنسنت يريد الإبحار على موقع فيلمافينيتي (الإسبانية)
- فنسنت يريد الإبحار على موقع قاعدة بيانات الفيلم (الإنجليزية)
- فنسنت يريد الإبحار على موقع ليتربوكسد (الإنجليزية)